# 글래스트론
글래스트론(Glasstron)은 소니그룹이 출시한 휴대용 헤드 마운티드 디스플레이 시리즈로, 1996년에 PLM-50 모델로 처음 소개되었다. 이 제품들은 각각 비디오와 오디오를 위한 두 개의 LCD 화면과 두 개의 이어폰을 특징으로 했다. 이 제품들은 더 이상 소니에서 제조하거나 지원하지 않는다.
글래스트론은 소니의 첫 번째 헤드 마운티드 디스플레이가 아니었고, 그 이전에는 바이저트론이라는 전시용 기기가 있었다. 소니 HMZ-T1은 글래스트론의 후속작으로 볼 수 있다. 1990년대 중반 버추얼 아이-오(Virtual i-o)가 소니를 위해 개발한 헤드 마운티드 디스플레이는 글래스트론과 전혀 관련이 없다.
이 기술의 한 가지 응용은 메크워리어 2 게임에서 사용자가 기체 조종석 내부에서 시각적 관점을 채택하고, 자신의 눈을 시각으로 사용하며 기체 조종석을 통해 전장을 볼 수 있게 했다.

## 모델
다섯 가지 모델이 출시되었다. 지원되는 비디오 입력에는 PC(15핀, VGA 인터페이스), 컴포지트 및 S 비디오가 포함되었다. 모델의 간단한 목록은 다음과 같다.
| 모델 번호            | 출시 연도 | 비고 |
| -------------------- | --------- | --- |
| PLM-50               | 1996      | 1996년 6월 일본에서 출시. |
| PLM-A35              | 1997      | 불투명 렌즈가 있는 가장 기본적인 모델이며 SVGA 입력이 있다. 1997년 6월 미국에서 출시. |
| PLM-A55              | 1997      | 이 모델은 디스플레이를 투명하게 만들 수 있는 기계식 셔터가 있었지만 SVGA는 없었다. 1997년 6월 미국에서 출시. |
| PLM-100              | 1998      | 이 모델은 디스플레이를 투명하게 만들 수 있는 기계식 셔터가 있었으며 SVGA가 지원되었으나 다소 불안정했다. PLM-100은 두 개의 컬러 LCD 디스플레이를 가지며 NTSC 신호가 필요하다.                                                                                                   |
| PLM-S700 / PLM-S700E | 1998      | S700은 LCD 셔터를 사용하여 투명 모드를 지원했으며 SVGA 입력을 지원했다. 이 LCD는 10센트 동전 크기의 구성 요소에 SVGA (800×600) 디스플레이 해상도로 155만 개 이상의 픽셀을 가졌다. S700은 NTSC 입력을, S700E는 PAL 입력을 지원한다. S700은 1998년 11월 10일 일본에서 출시되었다. |